# ورنر زوندرمان
وِرنِر زوندِرمان (به آلمانی: Werner Sundermann) (زادهٔ ۲۲ دسامبر ۱۹۳۵ در تاله، آلمان - ۱۲ اکتبر ۲۰۱۲ در برلین) ایران‌شناس معاصر آلمانی بود.

## زندگی
زوندرمان در ۲۲ دسامبر ۱۹۳۵ میلادی در تاله آلمان به دنیا آمد. پس از گذراندن تحصیلات ابتدایی و متوسطه وارد دانشگاه هومبولت برلین شد و نزد هاینریش یونکر و بزرگ علوی به تحصیل در ایرانشناسی پرداخت. در سال ۱۹۶۳ میلادی با ارائه پایان‌نامه‌ای دربارهٔ «قوانین پادشاهان ساسانی» موفق به اخذ درجه دکترا گردید.
از سال ۱۹۵۸ تا ۱۹۷۰ میلادی دستیار و سپس دستیار ارشد «انستیتو مطالعات خاورمیانه‌ای» (Vorderasiatisches Institute) دانشگاه هومبولت برلین و از سال ۱۹۶۸ میلادی نیز رئیس بخش مطالعات آسیایی آن دانشگاه بود. او از ۱۹۶۷ میلادی پژوهش در زمینهٔ مجموعه متون تورفان و از سال ۱۹۷۰ میلادی همکاری علمی با انستیتوی باستانشناسی آکادمی علوم آلمان شرقی را آغاز کرد.
زوندرمان، پس از چند سال پژوهش، در ۱۹۷۰ به گروه پژوهشی تورفان در آکادمی علوم آلمان پیوست. کارهای پرارزش این پژوهشگر در حوزهٔ زبان‌شناسی است. دیجیتالی کردن متون تورفانی از ایده‌های زوندرمان بود. کتاب‌شناسی وی شامل ۳۵ صفحه است که هیچ‌یک، جز معدودی از آنها، به فارسی ترجمه نشده‌اند.
او استاد افتخاری دانشگاه آزاد برلین است
ورنر زوندرمان در ۷۷ سالگی، پس از تحمل ۱۰ سال رنج بیماری سرطان، روز ۱۲ اکتبر ۲۰۱۲، برابر با ۲۱ مهرماه ۱۳۹۱، درگذشت.